# سیرین ایر
سیرین ایر (اردو: سیرین ایئر) شرکت هواپیمایی پاکستانی است، که در سال ۲۰۱۶ تأسیس شد.